# Leonard Woolley
Charles Leonard Woolley (Londra, 17 aprile 1880 – Londra, 20 febbraio 1960) è stato un archeologo britannico.
Conosciuto per i suoi scavi a Ur, in Mesopotamia, Woolley è considerato uno dei primi archeologi moderni. Nel 1935 venne insignito del titolo di "Sir" per i suoi contributi all'archeologia. 

## Biografia
Woolley nacque ad Upper Clapton, nel moderno borough di Hackney, a Londra, e frequentò il New College di Oxford. Nel 1905 divenne assistente all'Ashmolean Museum. 
Nel 1910 effettuò scavi a Karkemish, fra Siria e Turchia, dove sulle rive dell'Eufrate lavorò per conto del British Museum, avendo tra i propri collaboratori Lawrence d'Arabia. Nel 1914 esplorò Shivta.
Portò a termine i maggiori scavi a Karkemish anticipando appena l'inizio della Grande Guerra. Il suo lavoro a Ur iniziò nel 1922, dove fece importanti scoperte durante gli scavi nei cimiteri reali, come lo Stendardo di Ur e le arpe e lire di Ur.
Nel 1943 venne nominato Archaeological Adviser presso il War Office, responsabile della tutela dei monumenti nelle zone di guerra controllate dall'esercito britannico.